# Escut d'Albalat dels Sorells
L'escut d'Albalat dels Sorells és un símbol representatiu oficial d'Albalat dels Sorells, municipi de l'Horta Nord, al País Valencià. Té el següent blasonament:
| « | D'atzur, un palau d'argent aclarit d'atzur. Truncat, d'or, dos peixos d'atzur, posats en pal. Timbrat amb corona reial, oberta. | » |

## Història

Escut que utilitza l'Ajuntament.

L'escut fou aprovat per Decret 2.497/1974, de 9 d'agost.
El palau fa referència al palau dels Sorells, l'edifici més emblemàtic de la localitat. A sota, els dos sorells representats són les armes parlants dels Sorell, comtes d'Albalat. L'escut oficial està timbrat amb la corona reial oberta.
L'Ajuntament utilitza un escut incorrecte, diferent a l'oficial i que, a més, té algunes errades heràldiques. Ha canviat el color atzur dels peixos per argent, incomplint així la norma heràldica que diu que no es pot posar un metall (l'argent del peixos) damunt de metall (l'or del segon camper). També ha canviat la corona reial oberta valenciana per una altra de marqués, contrària a la tradició heràldica del municipis valencians.